# Unione Sportiva Alessandro Volta
L'Unione Sportiva Alessandro Volta è stata una società calcistica italiana, con sede a Genova.

## Storia
L'Alessandro Volta è stato un club calcistico genovese, attivo nel primo dopoguerra, a partire almeno dal 1920.
Partecipò al campionato di Promozione 1921-1922, corrispondente alla divisione cadetta nazionale gestito dalla FIGC, non avendo aderito alla CCI nella stagione che vide il calcio italiano scisso in due distinte entità organizzative.
Nella seconda serie ufficiale, il Volta fu inserito nel girone C della Liguria, ove giunse al quarto ed ultimo posto.
Nel 1927 la società fu rifondata da alcuni fuoriusciti dell'Andrea Doria, guidati da Paolo Franchetti, che non avevano accettato la forzata fusione della loro ex società con la Sampierdarenese, unione che diede origine a La Dominante.
Nel 1931 il nuovo Alessandro Volta mise fine alla propria attività, cambiando nome in Associazione Calcio Andrea Doria e assumendo i colori, peraltro non molto diversi dai propri, dello storico sodalizio.

## Cronistoria

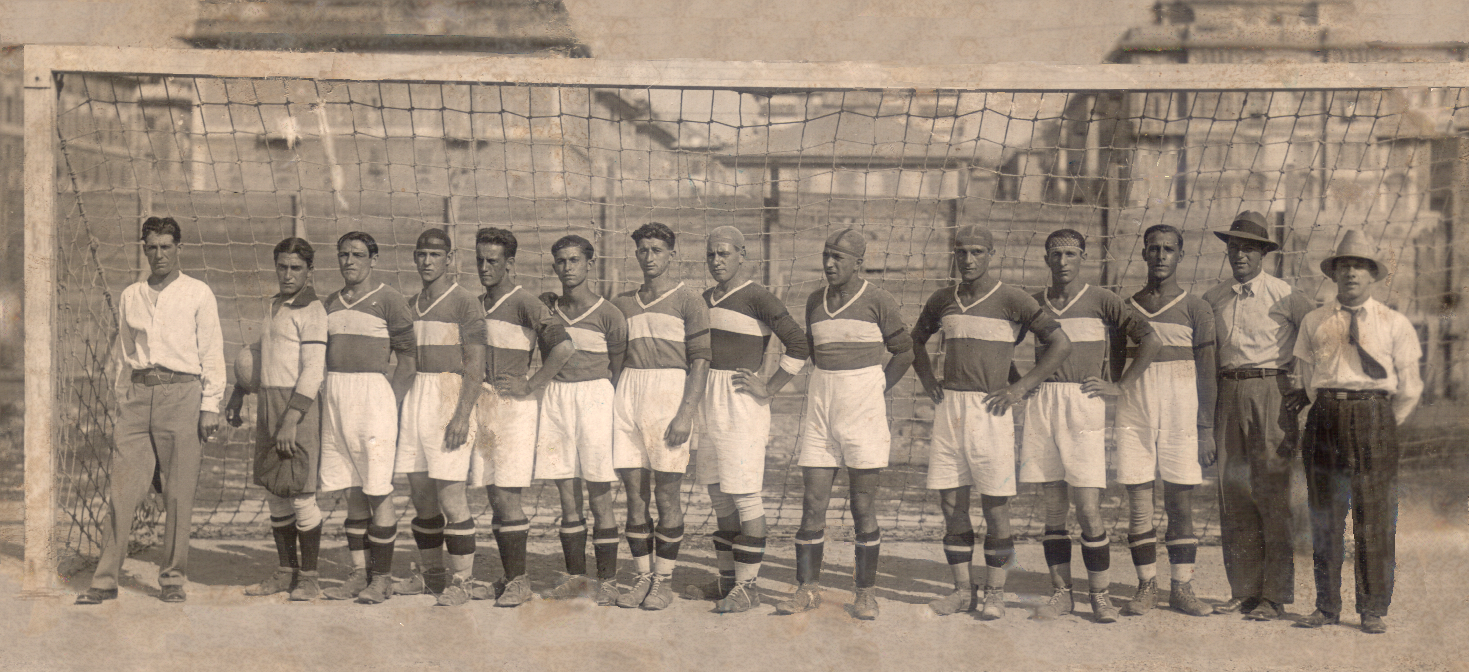
Una storica formazione dell'Unione Sportiva Alessandro Volta.

## Presidenti
Fonte:
| - 19??-19?? ???? - 19??-19?? Olivari - 19??-1931 Podestà |